# タイムマシン (ドラえもん)
タイムマシン（Time Machine）は、藤子・F・不二雄の漫画『ドラえもん』、『大長編ドラえもん』シリーズ、その他『ドラえもん』派生作品に登場するひみつ道具。

## 作中の概要
2008年に発明され、実用化された時間旅行用の乗り物。のび太の勉強机の最上段の引き出しの中が時空間への入り口になっており、そこに浮かべてある「空飛ぶじゅうたん型」のタイムマシンが作中でしばしば使われる。『ドラえもん』という作品において「タイムマシン」といえばおもにこれを指す。以下に記すようにさまざまなタイプがある。

### 空飛ぶじゅうたん型

#### 概要
全長2.2メートル、全高1.28メートル、全幅1.6メートル、重量538キログラム、メビウス・ロータリーエンジンを搭載。ドラえもんの所有するものは中古品のためエンジンの始動に多少時間がかかる。ごく初期の作品ではそもそも登場せずドラえもんが生身で超空間を泳いだり、デザインが微妙に異なっていた。
『ドラえもん のび太の恐竜』に登場した黒い男が使っていたものは「悪のタイムマシン」と呼ばれる。定員は1名で、ドラえもんの所持するものより速く飛ぶことが可能で、また故障も少ない。
時間移動は時空間（超空間、タイムトンネルとも呼称）を通って行い、移動後は現実空間の虚空にタイムホールと呼ばれる穴が空き、これが時空間と現実空間の出入口となる。タイムホールや机の引き出しからは時空間の風景が見える。作品によっては真っ暗な空間で、タイムマシンの起動後に風景が時空間に切り替わる描写の場合もある。ドラえもんが初めてのび太のもとへやって来た際は、この出入口がのび太の勉強机の引き出しの中に空いてしまったため、以来、この引き出しがタイムマシンへの搭乗口となっている。そのため、野比家以外の場所にいても、のび太の机を「とりよせバッグ」で取り寄せれば、タイムマシンに乗り込むことができる。
当初は、ドラえもんは「タイムマシンの秘密は他人に知られてはいけない」とのび太に告げていたが、それ以前にクラスメイトを勝手に乗せたことがある。さらにその後、クラスメイト以外の赤の他人を乗せたこともある。
操縦は比較的容易のようで、後述の音声認識機能が装備される前の手動操作時でも、のび太やしずかが操縦したこともある。また、殿様が誤ってタイムマシンに搭乗し、タイムマシンが勝手に動き出したこともあった。連続ワープで地球外まで移動することも可能。さらに『ドラえもん のび太の新魔界大冒険』『ドラえもん のび太のロボット王国』ではパラレルワールド（異世界あるいは別次元）と現実世界を行き来する描写もある。当初は行先の設定を手動で行っていたが、のちに音声認識機能がつき、年代や歴史上の人物名を言うだけで自動操縦でその時代に行けるようになった。その後、大幅に改造して「タイムスペースナビ」（大長編漫画版では「時空間ナビ」）がつき、ある一定の人物や物などの年代（もしくは次元）に直接向かえるようになるが、このバージョンはその1度しか使用されていない。また、大長編漫画版では故障して制御不能に陥ったタイムマシンに「なんでも操縦機」を取り付けて操縦したこともある。時空間でなくとも現実空間の空中を浮遊して移動することも出来る。
当初の搭乗可能定員は3人で、無理に5人搭乗した上に黒い男の銃撃を受け故障した。のちに改良されて5人（『ドラえもん のび太の日本誕生』『ドラえもんのび太のドラビアンナイト』などでは6人）以上が搭乗可能となり、サイズも一回り大きくなっている。座席は操縦者の分が用意されているのみで、他の乗員は構造上、操縦席より後方の板状ボディの上に立つか座るしかない。
進行中は、機体を囲むように球形の保護空間が形成され、これを「タイムマシン空間」と呼ぶ。これにより、搭乗者は安全に時間の流れの中を進むことができるという。しかし保護の能力には限界があり、時間の流れの中に発生した時空乱流やタイムスペースラビリンス（大長編漫画版では「タイムラビリンス」）のタイムホール、それに「ねじれゾーン」など、強力な流れや敵のタイムマシンなどからの攻撃は防ぎぎれない。

#### 用例
のび太が大人となった時代では、野比家はマンションに引っ越し、野比家のあった場所は公衆便所になったため、タイムマシンの出口は公衆便所の、しかも個室の中になってしまった。ただし、それは「のび太の机があった場所」を出入り口に設定したためである。「のび太の机」を出入り口に設定することも可能で、物置に仕舞われていた勉強机につながったこともある。
ノビスケはのび太の勉強机をそのまま使っており、ドラミがその時代へやって来たときは、その引き出しから現れた。またセワシもその机を持っており、同じ引き出しが出入り口になっている。

### 種類
ドラえもんの使用する空飛ぶじゅうたん型以外にも多くの種類が存在する。

#### タイムマリン
タイムパトロールが使用する潜水艇型巡視船。四次元振動機で時間を移動する。
多くの場合「タイムマリン」と呼称されるが、「タイムスキッパー」の名称が使用されることもある。
翼には原子力エンジン、円柱状の足にはタキオンエンジンを搭載しており、現代のハイブリッド車の様に2種類のエンジンを使い分けて稼働する。時空間捜索用のタイムソナーや時空間を超えて使用できるTP（ティーピー）ミサイルを保有。地中潜航も可能。
基本形は潜水艇型だが、しばしば大型動物に化けて調査を行う場合もある。

#### チューリップ号
ドラミが使用するタイムマシン。チューリップの花を模している。開放型の「空飛ぶじゅうたん型」と異なり、内部に搭乗して操縦する。
1980年頃に方倉陽二が執筆した『ドラえもん百科』には、動力源は葉を模したエネルギータンクに蓄える愛エネルギー、「空飛ぶじゅうたん型」に比べ速度は2倍、価格は5倍、名前は「チューリップ号」。と記されている。
方倉が『ドラえもん百科』で描いたデザインが後に藤本の漫画「ガンファイターのび太」で採用され、ドラミ専用のタイムマシンとしてその後も正式に登場するようになった。藤本が執筆した漫画には「チューリップ号」等の名称は登場しない。
現在は、動力源は太陽エネルギーで、「空飛ぶじゅうたん型」に比べ速度は3倍、価格は10倍である。高性能タイムセンサーを搭載しており、他のタイムマシンを追跡することも可能。22世紀のドラミの自室にある鏡台の鏡が搭乗口になっている。

#### ディノハンター
『ドラえもん のび太の恐竜』に登場する、ドルマンスタインらが使用する亜空母艦。スコルピオンを10機以上積載可能。反重力エンジンを使うことで最高速度での飛行が可能。超大型四次元振動機によって時間を移動する。タイムパトロールを探すためにタイムレーダーを備える。時空間を超えて打ち込むことのできるミサイルや、小規模の飛行艇を一発で打ち落とすことのできるレーザー砲を備える。

#### スコルピオン
『ドラえもん のび太の恐竜』に登場する、ドルマンスタインらが使用するタイム装甲車。その名の通りサソリの尾を模した船尾。翼に原子力エンジンを備える。内蔵されたタイムマシンで時間移動を行う。恐竜捕獲のためのマシン。

#### レンタルのタイムマシン
球形のタイムマシン。22世紀では、各リース会社が格安のタイムマシンを貸し出しており、手軽に時間旅行を楽しめるという。人気が高いため性能が良い型は大体貸し出し中であり、使用中にガタガタと揺れる、乗り心地の悪い型しか借りられない場合もある。
タイムマシンに付き物のタイムパラドックスについてはほとんど言及されていないが、あまりに歴史に大きな影響をおよぼすような行為は「航時法」と呼ばれる法律によって禁止されている。そうした禁止行為のひとつに古代生物の狩猟があり、ハンターとタイムパトロールとのイタチごっこが続いている。また『ドラえもん のび太の日本誕生』ではギガゾンビが自分の国を作るために、ヴェルム氷期の時代を時空間破壊装置によって隔離しようとしており、歴史の破壊に相当し「航時法」に違反している。
ただし、そういいつつもドラえもんとのび太は何度か歴史を変えたこともある。
また、ドラえもん世界でのタイムパラドックスの1つの特徴として、「時間を改変しようとした者が、出発した時間以前に発生した出来事についての記憶や記録は、時間改変後も変わらない」というものがある。ただし、基本的にはタイムマシン搭乗者以外の記憶は時間改変後に変わる。もう1つの特徴としては、「過去を変えようとした行動がすでに歴史の一部として組み込まれている」というものもある。
なお、のび太が、ドラえもんが自分の将来像や結婚相手を変えてしまったらセワシが生まれてこなくなるのではないかと指摘したのに対して、セワシは「ほかでつりあいをとる」「違う交通機関を使っても同じ目的地に着けるように、経過はどうあれ自分は必ず生まれてくる」との説明をしている。

### 基本式
D.T.C.M.データ（ドラえもん、タイムコントロールマシン）
エンジン
藤子製作所AF2型
出力
E＝1.4×{\displaystyle 10^{8}}N
空間わん曲率
P＝12.1×{\displaystyle 10^{2}}MKS
性能疲労率
{\displaystyle {\frac {1}{1979}}}w/s
バランス・時間加速度
tα＝4{\displaystyle g^{2}}×C{\displaystyle {\frac {m}{E}}}
E（エネルギー）＝m（質量）×c（光速）の2乗 に基づく。

## 作中での活躍
タイムマシンに関するエピソードとして、「ドラえもんだらけ」（てんとう虫コミックス『ドラえもん』5巻に収録）など、以下の作品があげられる。
- 「タイムマシン」(てんとう虫コミックススペシャル『ドラえもんカラー作品集』第5巻に収録)
- 「ぼくを止めるのび太」（てんとう虫コミックス『ドラえもんプラス』第1巻に収録）
- 「月給騒動」（てんとう虫コミックス『ドラえもんプラス』第2巻に収録）
- 「あやうし! ライオン仮面」（てんとう虫コミックス『ドラえもん』第3巻に収録）
- 「のび太ののび太」（てんとう虫コミックス『ドラえもん』第9巻に収録）
- 「タイムマシンで犯人を」（てんとう虫コミックス『ドラえもん』第15巻に収録
- 「無事故でけがをした話」（てんとう虫コミックス『ドラえもん』第22巻に収録）
- 「タイムマシンがなくなった!!」（てんとう虫コミックス『ドラえもん』第22巻に収録）
- 「ガラパ星から来た男」（てんとう虫コミックス『ドラえもん』第45巻に収録）

大長編や映画では劇中の舞台となる時代（白亜紀や7万年前の日本など）に移動したり、長期の無断外泊で留守にしてしまった際出発した日に戻るといった描写がある 。

## 美術上の演出
原作では、タイムマシンが航行する超空間は壁がカーテンのようにねじれており、そこに時計がゆがんで描かれている。アニメでも基本的にこれを踏襲した描写がなされている。
アニメ第1作（日テレ版）では、オープニング映像の冒頭でタイムマシンに乗ったドラえもんが描かれている。背景の画面はセルアニメでゆがんだ時計が描かれている。
アニメ第2作第1期では、作画で描写した一部回を除き 背景がスキャニメイトで描かれていた。これは当時の他のアニメやニュース番組のオープニングなどでも頻繁に使われ、アニメ第2作第1期の放送が開始した1978年から1980年代初頭当時にかけては一般的なエフェクトであった（詳しくはスキャニメイトを参照）。映画では『ドラえもん のび太の創世日記』よりCGでの描写に変更された。
アニメ第2作第2期では、IKIF+が制作するCGによりゆがんだ時計の壁が描かれている。2017年7月28日の放送以降、オクティグラフィカが新たにCG制作として登板し、同時にCGデザインも変更された。映画では一部作品 を除き、作品毎にCGデザインが異なって描写される。

## 関連する道具

### 同様の道具
タイムマシン以外にも、同様に、時間移動の効果を持つ道具は存在する。以下は使用方法などのみ記載、詳細はそれぞれの道具の説明記事を参照。以下、五十音順。
タイム借り物競争キット
様々な時間に行き借り物競争をするひみつ道具（アニメオリジナル）。
タイムツェッペリン
タイムワープ機能付きの飛行船（映画オリジナル）。
タイムトンネル
行きたい年代を入力してくぐる筒状（トンネル型）のひみつ道具。
タイムピストル
撃った対象を未来へ送るピストル型のひみつ道具。
タイムベルト
過去と未来を行き来できるベルト型のひみつ道具。
タイムホール
「タイムトリモチ」とセットで使用するひみつ道具。
タイム・ルーム
部屋そのものをタイムマシンにできるひみつ道具。
どこでもドアと併用する道具
空間移動の効果を持つひみつ道具である「どこでもドア」と併用（同時使用）することで時間移動の能力を持つ道具も存在する。
時差修正マシン
『大魔境』に登場するひみつ道具で時差を修正する効果を持つ。
時差調節ダイヤル
『雲の王国』に登場するひみつ道具。

#### 精神を時間移動させる道具
人生やりなおし機
精神などを過去へ時間移動させる道具。下記の「タイムワープリール」と異なり、精神（知力と記憶）だけでなく、体力も時間そのまま過去の自分に反映されている。
タイムワープリール
精神のみを未来へ時間移動させる道具。

### 併用した道具
作中、タイムマシンと併用された道具を記載する。「タイムセンサー」のように併用以外でも使用が確認されている道具も存在する。
自動音声装置
自動音声の効果だけでなく、音声に反応した自動操縦も可能となっている。映画『ドラえもん のび太のパラレル西遊記と映画『ドラえもん のび太の日本誕生』に登場する（映画オリジナル）。
タイムセンサー（高性能タイムセンサー）
タイムマシンを追跡するひみつ道具。原作漫画の「タイムマシンがなくなった!!」ではタイムマシンと併用せずに登場しているが、ドラミの「時空間チューリップ号」には、「高性能タイムセンサー」が内蔵されている。